# Калітцдорп (ПАР)
Калітцдорп (англ. Calitzdorp) — населений пункт розташований на західній частині напівпустельного плато Карру в районі Еден, Західна Капська провінція, ПАР. Через населений пункт проходить автошлях № 62. У 1924 році сюди було побудовано залізницю, а у 1937 електрифіковано і прокладено бетонну дорогу.
- Висота над рівнем моря: 233 м.
- Населення: 8400 осіб.